# Джорджизъм
Джорджизъм е икономическа идеология, базирана на писанията на американския икономист Хенри Джордж. Джорджисти твърдят, че отиващата стойност принадлежи на отделните лица, но икономическата стойност на земята (включително природните ресурси) следва да принадлежи равномерно на всички членове на обществото.
Основното препоръчване на георгистката политика е данък върху стойността на земята. Приходите от този данък биха се използвали за намаляване или отстраняване на настоящите данъци (като тези върху доходите, търговията или покупките), които са несправедливи и неефективни.
Хенри Джордж популяризира идеята за генериране на публични приходи от земеделски и природни ресурси в книгата си "Прогрес и Бедност" (1879 г.). Философската основа на георгизма е влияние на по-ранните мислители като Джон Лок, Барух Спиноца и Томас Пейн. Много икономисти, от Адам Смит и Дейвид Рикардо до Милтън Фридман и Джоузеф Стиглиц, са отбелязали, че данъкът върху стойността на земята е икономически ефективен в сравнение с другите данъци.
Привържениците на данък върху стойността на земята твърдят, че той би намалил икономическото неравенство, увеличил икономическата ефективност, би ограничил спекулацията със земя и би насърчил оптималното използване на земята. Джорджизъм придоби значителна популярност и влияние през края на XIX и началото на XX век, което доведе до създаването на политически партии, институции и общности, базирани на неговите принципи.